# Sō Shiseki

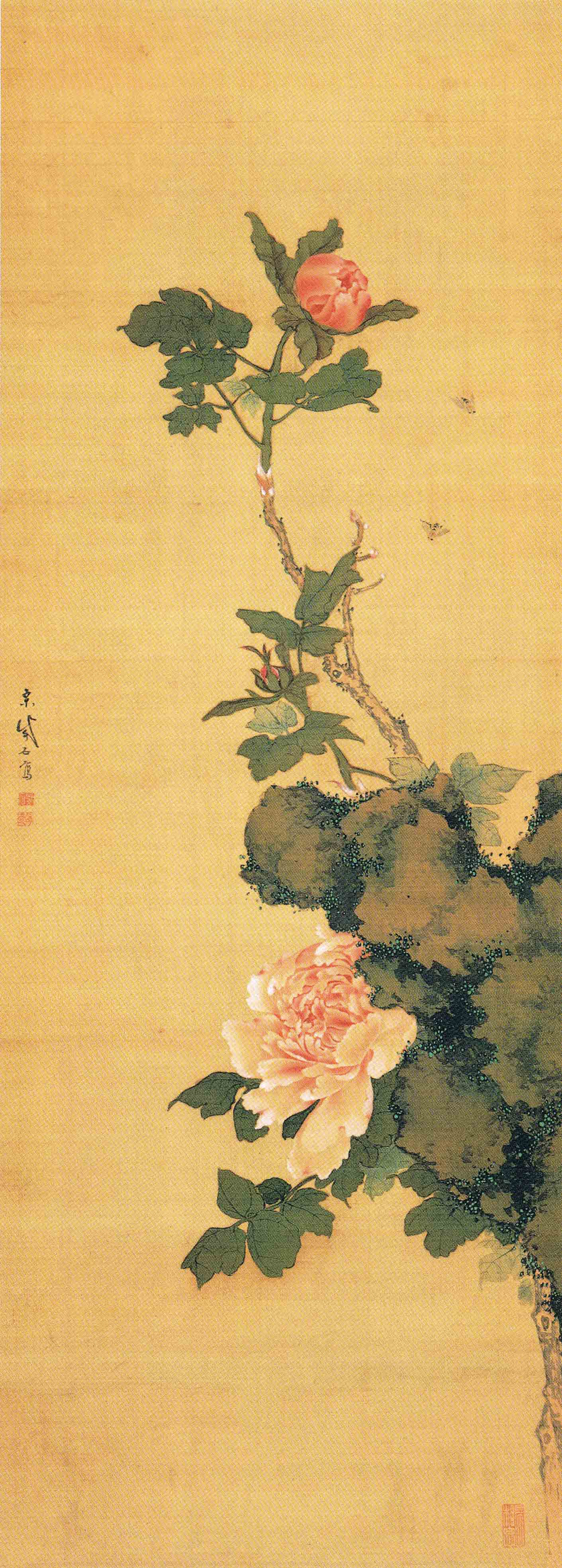
Päonie am Fels

Sō Shiseki (japanisch 宋 紫石; 1712 – 9. April 1786; eigentlicher Name Kusumoto Kōhachirō (楠本 幸八郎)) war ein japanischer Maler der Nanpin-Schule.

## Leben und Werk
Geboren als Edo, wurde Shiseki Schüler von Kumashiro Yūhi (1712–1773) und von dem chinesischen Maler Song Ziyan (宋 紫岩; jap. Sō Shigan), an den er auch seinen Namen anlehnte und dabei -yan/gan ‚Fels‘ durch -seki ‚Stein‘ ersetzte. Er kehrte nach Edo zurück und machte dort den Nanpin-Stil populär. Sein Sohn Sō Shizan (宋 紫山; 1733–1805) wurde ebenfalls Maler. Shiseki war mit dem vielseitig interessierten Hiraga Gennai befreundet, für dessen naturwissenschaftliches Lehrbuch Butsurui hinshitsu (物類品隲; 1763) er die Abbildungen entwarf.
Shiseki ist besonders bekannt für seine Bilder mit dem Thema Blumen und Vögel (花鳥画, kachō-ga), die ganz im Nanpin-Stil gehalten waren. Er malte auch Bilder in leichten Farben mit kräftigem Pinselstrich. Bücher, die nach seinem Stil publiziert wurden, z. B. Sō Shiseki Gafu (宋紫石画譜), das 1765 erschien, gehörten zu den ersten, die im Mehrfarbendruck ausgeführt waren. Daneben wurde eine Reihe von Büchern mit seinen Tierzeichnungen publiziert, darunter „Vögel im Regen“ (雨中鶏図, Uchū keizu; 1771).
Shiseki war auch Verfasser von Schriften wie Kokin gazō (古今画薮; 1770). Zu seinen Schülern gehörten Shiba Kōkan und Sakai Hōitsu. Sein Sohn Shizan (宋 紫山) und sein Enkel Shikō (宋 紫岡). Begraben ist Shiseki auf dem Gelände des Tokuhon-ji (徳本寺) in Tokyo.

## Bilder

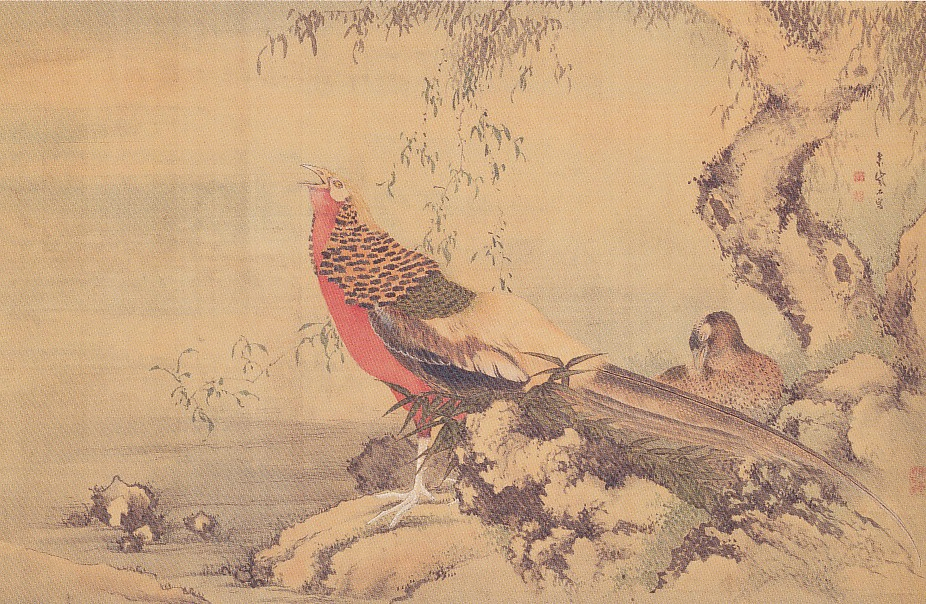
Vögel
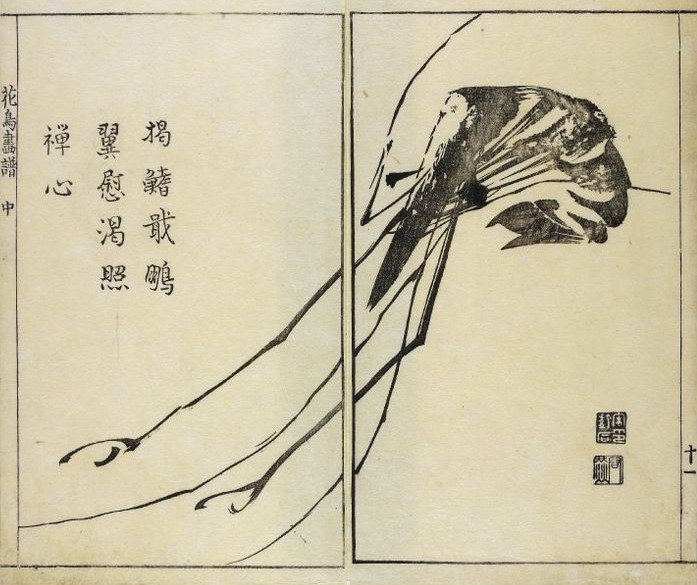
Garnele
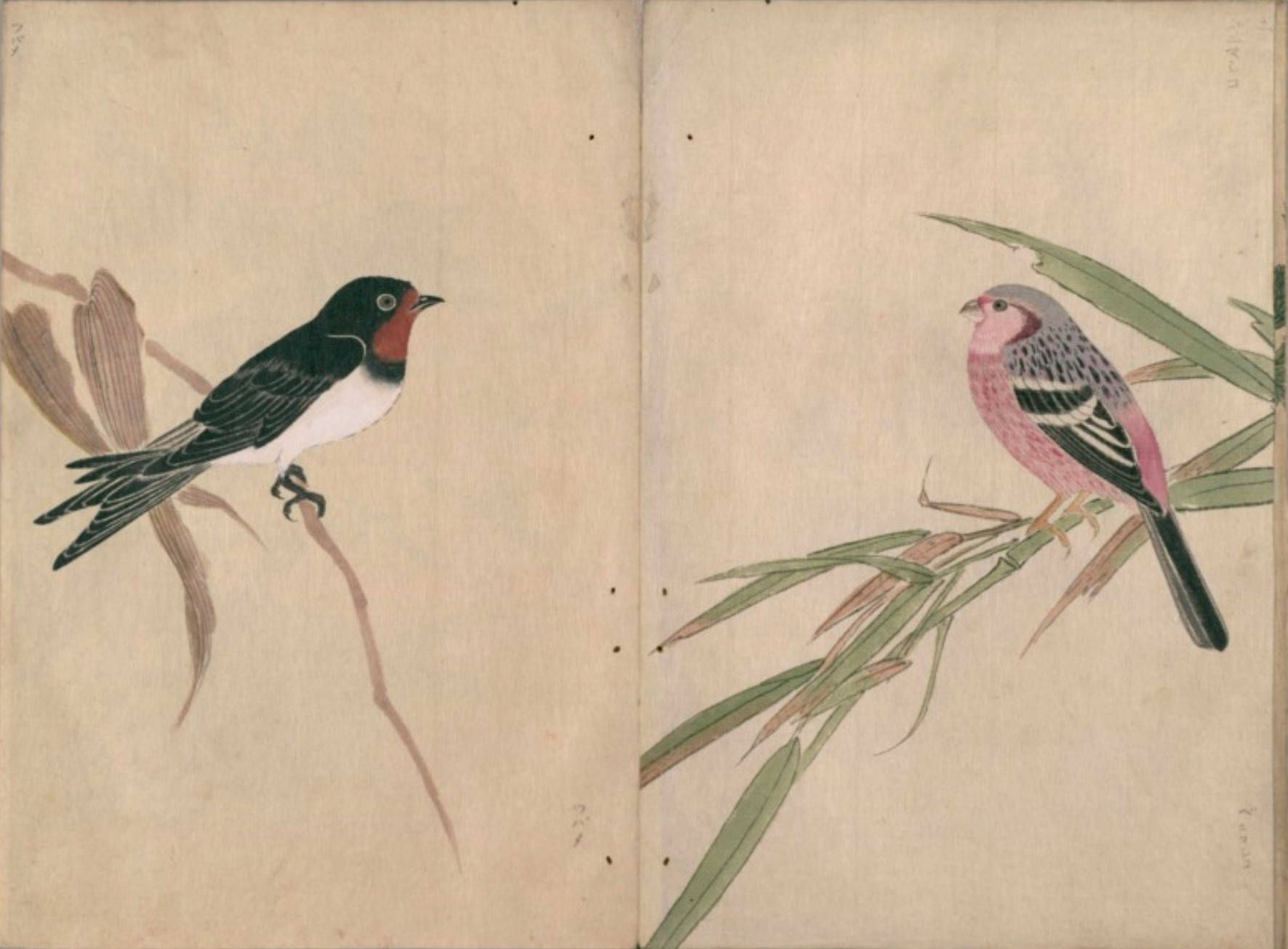
Vögel
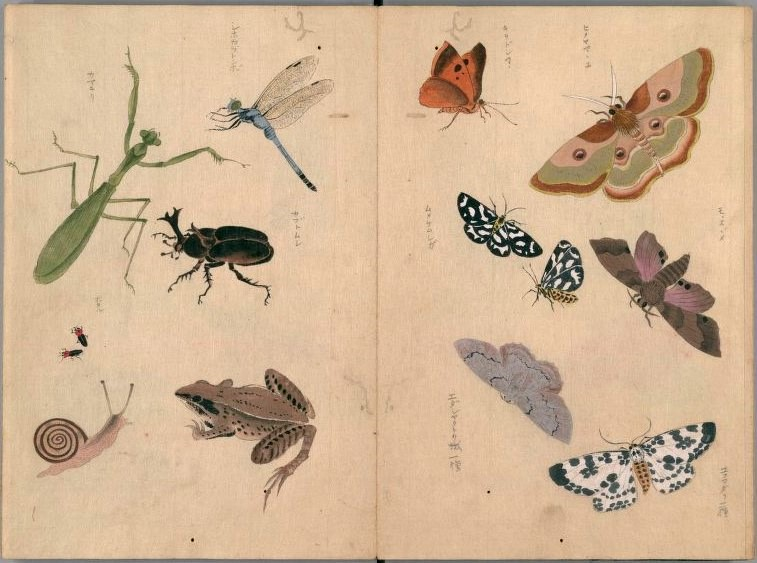
Insekten
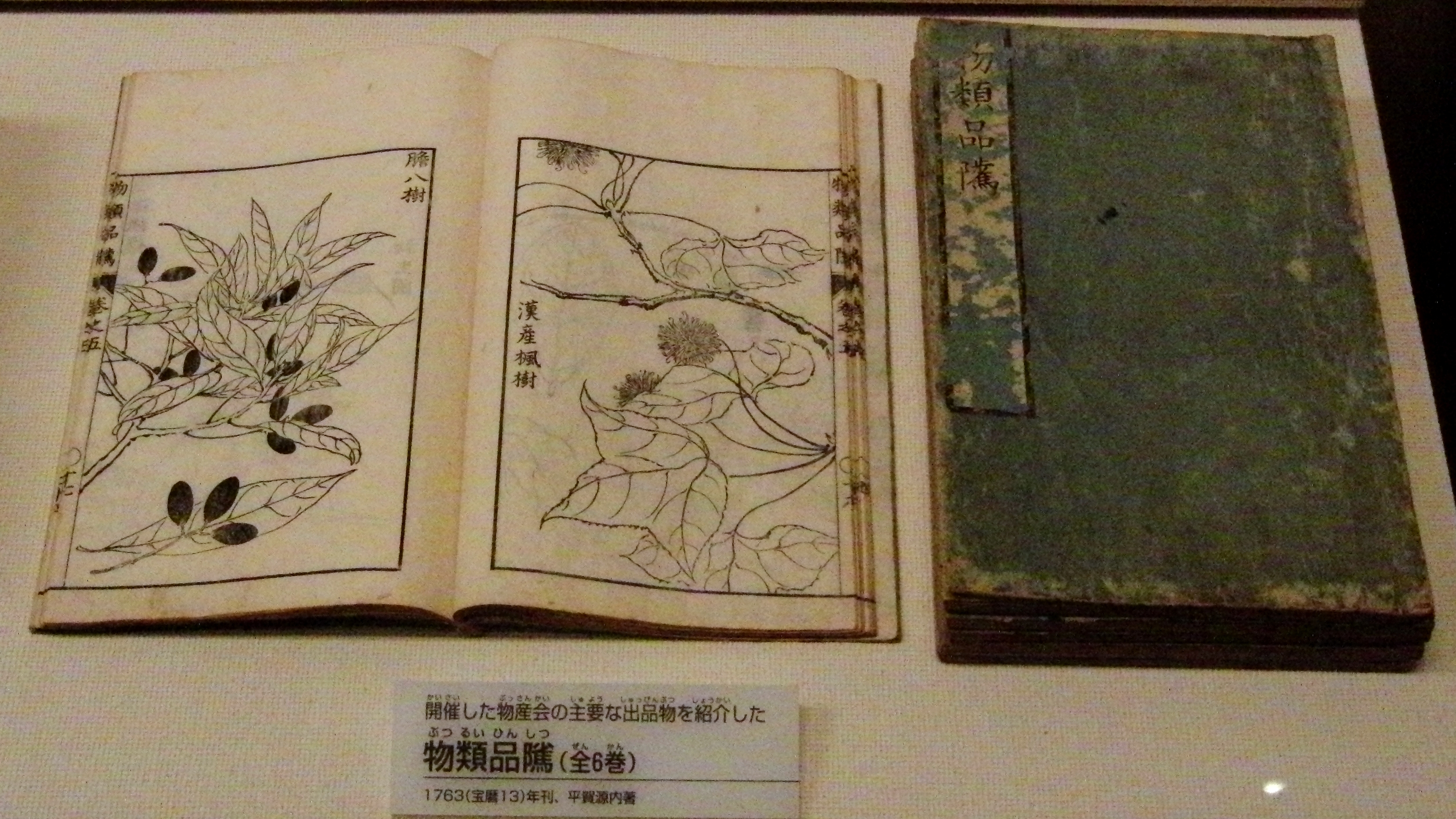
Butsuri hinshitsu